# Sofia Ayala
Sofía Montserrat Ayala Gallegos (* 9. September 1994 in Mexiko-Stadt) ist eine mexikanische Filmregisseurin und Drehbuchautorin.

## Biografie
Sofía Ayala wurde in Mexiko-Stadt geboren. Ab der 4. Klasse besuchte Sofía Ayala das bilinguale Gymnasium Edron Academy (El Colegio Británico) A.C. Nach dem Abitur studierte Ayala Theater an der Nationalen Autonomen Universität von Mexiko. Sie studiert ab 2018 Regie an der Deutsche Film- und Fernsehakademie Berlin. Sie ist eine der Teilnehmerinnen des Into The Wild-Mentorenprogramms 2023. Ihr erster Kurzfilm Volver al Sur (2022) erhielt von der Deutsche Film- und Medienbewertung das Filmprädikat „besonderes wertvoll“.

## Filmografie
- 2022: Volver al Sur (Returning South / Rückkehr nach Süden)[3] Kurzfilm, Fiktion.

## Auszeichnungen
2022: Interfilm Filmfestival
- Nominierung im Nationalen Wettbewerb[4]

2023: Festival de Cannes
- Next Generation Short Tiger[5][6]

2023: SHORTS Trinationales Filmfestival Offenburg
- Bester Kurzfilm für Volver al Sur (Returning South / Rückkehr nach Süden)[7]

2023: Neiße Filmfestival
- Bester Kurzfilm für Volver al Sur (Returning South / Rückkehr nach Süden)[8][9]

2023: Filmfest Dresden
- Nominierung im Nationalen Wettbewerb[10]
- Next Generation Short Tiger[11]

2023: Caʼ Foscari Short Film Festival
- Lobende Erwähnung „Museo Nazionale del Cinema“[14]